# Krasnaja Palna
Krasnaja Palna (ros. Красная Пальна) – wieś (sieło) w Rosji, w obwodzie lipieckim, w rejonie stanowlańskim. W 2010 liczyła 193 mieszkańców.